# Farkas László (labdarúgó)
Farkas László (1946. december 9. –) labdarúgó, csatár.

## Pályafutása
A Haladás VSE csapatában mutatkozott az élvonalban 1968. március 10-én a Vasas ellen, ahol csapata 3–1-re győzött. 1968 és 1979 között volt a szombathelyi csapat játékosa. Összesen 240 élvonalbeli bajnoki mérkőzésen szerepelt és 66 gólt szerzett. Utolsó élvonalbeli mérkőzésén a Tatabánya ellen csapata 1–0-ra kikapott.

## Sikerei, díjai
- Magyar bajnokság
  - 5.: 1976–77
- Magyar Népköztársasági Kupa (MNK)
  - döntős: 1975